# Оценка творчества Достоевского в советскую эпоху

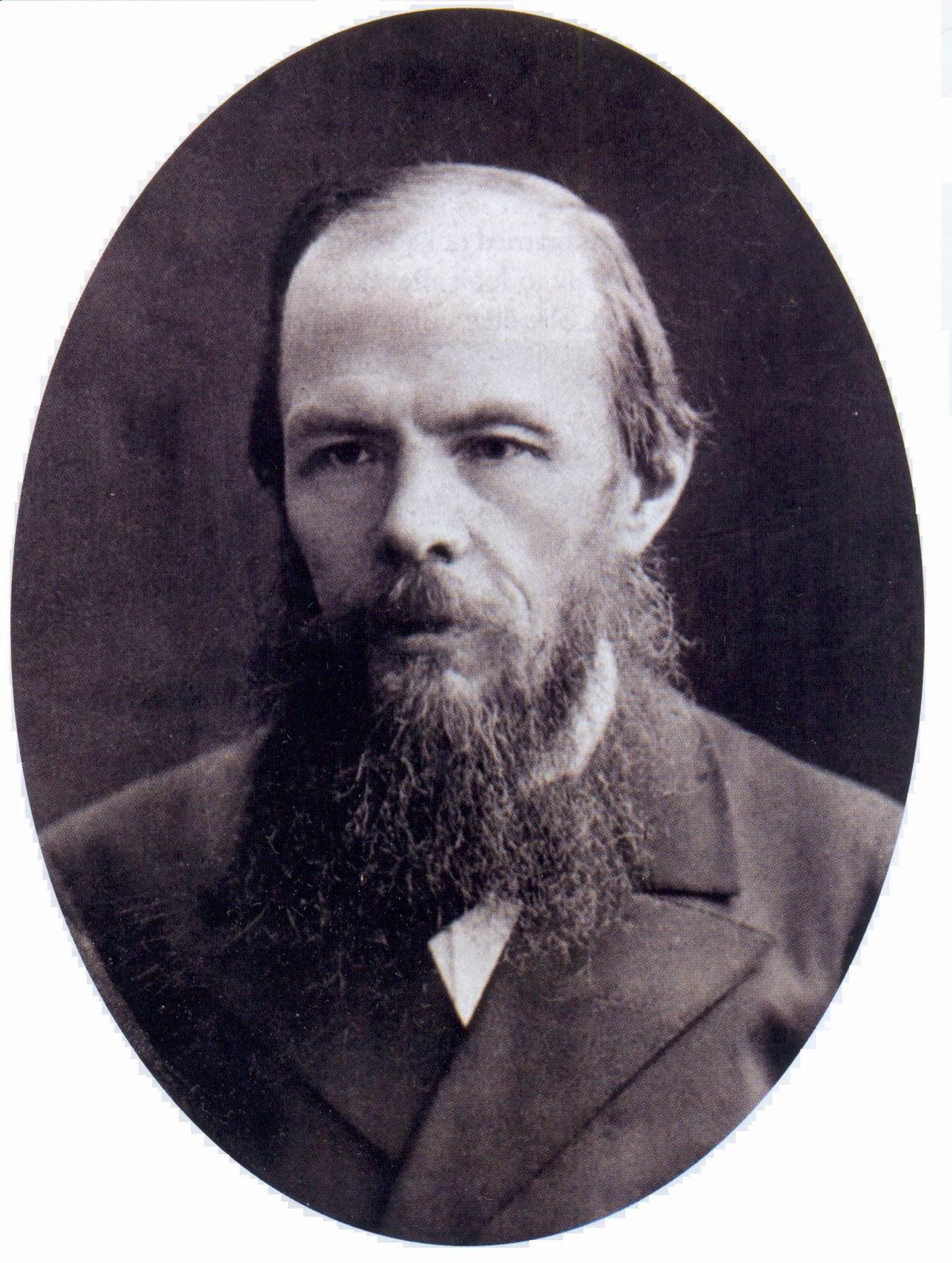
Фёдор Михайлович Достоевский в 1879 году

Оценка творчества Фёдора Михайловича Достоевского в советскую эпоху изменилась по сравнению с оценкой современников. В «более сложной исторической перспективе» XX-го века значение писателя только увеличилось и по-настоящему раскрылось, а прежние попытки определить историческое место творчества Достоевского в литературе стали выглядеть наивными.

## История
Достоевский не вписывался в рамки официального марксистского литературоведения, так как выступал против насильственных методов революционной борьбы, проповедовал христианство и противоборствовал атеизму. В 1920—1930 годах бывали случаи полного отрицания Достоевского.
Исследователи творчества Достоевского, начиная с Бориса Михайловича Энгельгардта, особенно отмечали роль «идеи» в его романах. Писатель пророчески предсказал возросшее значение идей в общественной жизни начала XX века. В своих произведениях он постоянно испытывал различные идеи на прочность.
Статья о Достоевском имелась в первом советском школьном учебнике по литературе издания 1935 года. Имя Ф. М. Достоевского исчезло из списка изучаемых авторов во втором школьном учебнике, создававшемся в 1938—1940 годы. Произведения писателя были на долгое время исключены из школьных и даже вузовских программ по литературе.
«Размышляя о судьбе наследия Достоевского на его родине, удивляться следует не тому, что один из величайших мировых писателей „всех времен и народов“ десятилетиями не преподавался в советской школе, а тому, что он в ней преподавался»
В 1956 году писатель был реабилитирован советским литературоведением, когда «успех Достоевского на Западе перевесил его идейные грехи против советской власти», и из его характеристики исчез ярлык «реакционер».
Советский литературовед Георгий Михайлович Фридлендер в 1974 году назвал художественный мир Достоевского миром борьбы, мысли и напряжённых исканий, а острый интеллектуализм и насыщенность философской мыслью романов писателя близкими советским людям.

## Оценка
К. Маркс 14 апреля 1856 года сказал, что европейские революции 1848 года «были лишь мелкими эпизодами, незначительными трещинами и щелями в твёрдой коре европейского общества. Но они вскрыли под ней бездну… в наше время всё как бы чревато своей противоположностью… Победы техники как бы куплены ценой моральной деградации. <…> Все наши открытия <…> приводят к тому, что <…> человеческая жизнь, лишённая своей интеллектуальной стороны, низводится до степени простой материальной силы». Советский литературовед Георгий Михайлович Фридлендер указал, что отмеченное Марксом было характерно для эпохи Достоевского. Чуткость писателя к трагическим сторонам жизни отличала его талант. Писатель жил в переходную эпоху, которая не угадывалась большинством.
Ряд западных исследователей творчества писателя называют вопросы метафизического порядка центральными у Достоевского. Фридлендер обращает внимание, что всё творчество писателя противоречит подобному толкованию. Внимание Достоевского как человека и художника было обращено к центральным вопросам общественной жизни его эпохи.
Всё творчество о современности. Действительность рассматривалась как критическая, переломная эпоха в жизни России и Европы. Достоевский был убеждён, что основной смысл его эпохи состоит в «перерождении человеческого общества в совершеннейшее», стремлению к справедливости. Все произведения писателя о «текущей» действительности, так как с его точки зрения именно в ней «главный нерв человеческой истории».

## Трагический герой Достоевского
Персонажи Достоевского, ощущающие неблагообразие окружающего общества и себя лично, схожи с персонажами Шекспира, короли и шуты которого в соответствии с уровнем своих понятий отмечали необходимость перемен. Осознание необходимости новых социальных и нравственных норм выражают Родион Раскольников в «Преступлении и наказании», Мышкин, Ипполит и Лебедев в «Идиоте», Кириллов и Шатов в «Бесах», Версилов в «Подростке», старец Зосима, Дмитрий, Иван и Алексей в «Братьях Карамазовых».
Достоевский создал новый тип трагического героя в литературе XIX века, близкий античным и шекспировским героям. Этим героям присущи глубокое сознание и сильная воля, размышления о мире и осознание необходимости перемен. При этом его герои наивны и верят в то, что смогут разрешить свою идею. Осознав неполноту своей идеи, герои Достоевского признают поражение и готовы нести ответственность за свою вину.